# Filipenses 3
Filipenses 3 é o terceiro capítulo da Epístola aos Filipenses, de autoria do Apóstolo Paulo, no Novo Testamento da Bíblia.

## Estrutura
A Tradução Brasileira da Bíblia organiza este capítulo da seguinte maneira:
- Filipenses 3:1-16 - Exortação. Tudo tenho como perda pela excelência do conhecimento de Cristo
- Filipenses 3:17-21 - Os inimigos da cruz de Cristo